# Der Perser und die Schwedin
Der Perser und die Schwedin (Original: Jeunesse perdue) ist ein schwedischer Film aus dem Jahr 1961. Er ist eine Art früher Sexfilm und wurde 2016 wieder einer breiteren Öffentlichkeit bekannt.

## Geschichte
Der schwedische Film Der Perser und die Schwedin (Original: Jeunesse perdue) wurde 1961 zu großen Teilen in London produziert. Der Iraner Akramzadeh führte in seinem einzigen Kinofilm Regie, schrieb das Drehbuch, spielte die Hauptrolle und übernahm womöglich auch die Produktion in Personalunion.  
Der Film lief in den 1960er-Jahren in den deutschen Kinos, wurde aber seitdem nicht mehr veröffentlicht. Der Film war bis zu seiner Wiederentdeckung nicht einmal in der IMDb Filmdatenbank verzeichnet. Lediglich ein Eintrag beim Katholischen Filmdienst zur deutschen Erstaufführung 1961 findet sich in Archiven.
Das Label Forgotten Film Entertainment aus Nürnberg entdeckte 2015 den Film wieder und machte sich an die Restaurierung. Da der Film sehr unbekannt und eine Wiederveröffentlichung wirtschaftlich riskant war, startete Forgotten Film eine Crowdfunding-Kampagne mit dem Ziel, mindestens 350 Unterstützer zu finden, um eine DVD herzustellen.

## Handlung
Der persische Medizinstudent Mustafa studiert in London. Er feiert in der aufkommenden Studentenszene Partys und lernt Mädchen kennen. Im Nachtleben von Soho versucht er Mädchen für sich zu gewinnen. Mustafa haben es besonders zwei junge Schwedinnen angetan, mit denen er anbandelt. Sein sorgloser Müßiggang geht jedoch nicht lange gut: Die Universität droht mit Exmatrikulation, die Eltern in der fernen Heimat wollen sein Leben nicht länger finanzieren und eine der beiden Studentinnen ist von ihm schwanger.

## Rezeption
Der Film verspricht dem Zuschauer über den Umweg der Handlung in das Amüsement im Londoner Stadtteil Soho einzutauchen und damit dem lockeren Lebensstil und den für die damalige Zeit freizügigen sexuellen Umgang vorgeführt zu bekommen. So zeigt Akramzadeh ausführlich eine Flamenco-Show, eine karibische Trommeleinlage, einen indischen Tanz und auch eher klassische Cabaret-Nummern. Der Film stellt auch das persische Leben in London Anfang der 1960er Jahre und die kulturellen Unterschiede und Spannungen dar.